# Rue Fernand Bernier
Pour les articles homonymes, voir Bernier.
La rue Fernand Bernier (en néerlandais :  Fernand Bernierstraat) est une rue bruxelloise des communes de Forest et de Saint-Gilles qui relie la rue Théodore Verhaegen à l'avenue du Roi.